# سنن البيهقي
سنن البيهقي اسم يطلق على السنن الصغرى والسنن الكبرى للإمام البيهقي، والسنن الكبرى مطبوع في عشرة مجلدات.

## السنن الكبرى
يعد هذا الكتاب من أجمع الكتب التي تناولت نصوص الأحكام بكافة صورها المرفوعة وغير المرفوعة، حيث رتبه المصنف على الأبواب الفقهية، وأورد تحت كل باب ما يناسبه من نصوص، وذكر النص بسنده، وبين وجوه الخلاف في الرواية، وبين علل الأحاديث التي يرويها، وما يصح منها، وما لا يصح، وبين غريب الألفاظ، وقام ببيان وجوه التعارض الظاهري بين النصوص، واعتمد فيه طريقة الكتب والأبواب، كما يبين المصنف وجوه الخلاف في الرواية، ويحكم على رواة النصوص في أحيان كثيرة، ويبين علل الأحاديث التي يرويها، وما صحَّ منها وما لا يصح، ويبين وجوه الاستدلال المختلفة فيما يتعرض له من أحاديث، ويخرج نصوص الكتاب، مع عزوها إلى من أخرجها من الأئمة، ويذكر من سند هذا المخرج القدر الذي يلتقي به مع سند الحديث عنده، ويبين خلاف الألفاظ في بعض الروايات.
، قال عنه ابن الصلاح:
| ” | إنَّا لا نَعلَمُ مِثْلَهُ في بابِه | “ |

، وقد جعله ابن الصلاح سادس الكتب الستة في القيمة والأهمية بعد البخاري، ومسلم، وسنن أبي داود، وسنن النسائي، وسنن الترمذي ، وقال الإمام السبكي مشيدًا بسنن البيهقي: 
| ” | أما السنن الكبير فما صنف في علم الحديث مثله تهذيبًا، وترتيبًا، وجودةً. | “ |

### اهتمام الذهبي بالسنن الكبرى
ذكره الذهبي في الكتب التي إن أدمن فيها القراءة والمطالعة و الدراسة فهو العالم حقاً، ذكر البيهقي فيه أخبار كثيرة تفوق العشرين ألف خبر.
يُعتبر الكتاب مصدر مهم لمعرفة النصوص والأدلة في كثير من المسائل الفقهية وقد يقف الباحث على مسائل في كتب الفقه يندر وجود أدلتها في الكتب الستة بل قد لا توجد البتة كمسألة الاستجمار بالجلد.
قال فيه الذهبي: 
| ” | وانقطع بقريته مُقبلاً على الجمع والتأليف، فعمل السنن الكبير في عشر مجلدات، ليس لأحد مثله. | “ |

وقال الذهبي أيضاً : 
| ” | فتصانيف البيهقي عظيمة القدر، غزيرة الفوائد، قلَّ مَن جوَّد تواليفه مثل الإمام أبي بكر، فينبغي للعالم أن يعتني بهؤلاء، سيما سننه الكبرى. | “ |

واختصر الذهبي كتاب السنن الكبرى في كتاب اسماه المهذب في اختصار السنن الكبير للبيهقي ،اختصر فيه أسانيد البيهقي وأبقى منها ما يعرف به مخرج الحديث، وما حذف من السند إلا ما صح إلى المذكور، فأما متونه فأتى بها إلا في مواضع قليلة جداً من المكرر .

### الحواشي
- الجوهر النقي على سنن البيهقي لابن التركماني.[5]

### الزوائد
- جمع زوائد السنن الكبرى على الكتب الستة الحافظ شهاب الدين أحمد بن أبي بكر بن إسماعيل البوصيري وسماه فوائد المنتقى لزوائد البيهقي.

### طبعاته
طبع في مكتبة دائرة المعارف العثمانية حيدر أباد الدكن في الهند 1352 هـ في 10 مجلدات، وفي ذيله الجوهر النقي لابن التركماني، وصورت في دار الفكر الهند ,ثم طبع في دار الكتب العلمية في بيروت 1424 هـ تحقيق محمد عبد القادر عطا، ثم في دار الحديث في مصر تحقيق إسلام منصور عبد الحميد، ثم في دار هجر في مصر في 24 مجلدا.

## السنن الصغرى

### الفرق بين السنن الصغرى والكبرى
- أن الصغرى اختصار للكبرى
- أن في الكبرى ما يزيد على عشرين ألف حديث أو يزيد، وفي الصغرى 4478 حديثاً .
- أن السنن الكبرى يذكر المصنف الباب ويذكر فيه عدة أحاديث تزيد على عشرة أحياناً، وأما الصغرى فلا يذكر فيه مثل هذا العدد في الباب
- أن في الكبرى أحاديث متعددة المراتب الحسن والضعيف والصحيح، ولم يضع في الصغرى إلا ما صح عنده، وقد يُعلّ بعض الأحاديث .
- جرى في السنن الكبرى على طريقة ومنهج البخاري في إعادة الحديث والتبويب عليه بخلاف الصغرى لم يعد فيها الحديث أكثر من مرة كما يفعل مسلم في صحيحه.
- أنه في الصغرى أكثر من ذكر أقوال الشافعي ، وبين في بعض الأحايين قول الشافعي هل هو القديم أم الجديد .
- وجد من بعض العلماء والحفاظ من انتقد البيهقي في سننه الكبرى، أما الصغرى فقل نقد العلماء والحفاظ لها.[6]

### الشروح
- المنة الكبرى شرح وتحقيق السنن الصغرى للبيهقي لمحمد ضياء الرحمن الأعظمي.

### إعتراضات
- الجوهر النقي على سنن البيهقي لابن التركماني.